# 1998年の相撲
1998年の相撲（1998ねんのすもう）は、1998年の相撲関係のできごとについて述べる。

## 大相撲

### できごと
- 1月、元前頭14枚目旭里引退、年寄熊ヶ谷襲名。役員改選が行われ、理事が定員10名のところ11名が立候補したため、選挙を行った。新理事長に時津風、新理事に間垣、大島、高田川、新監事に常盤山、武隈。
- 2月、第18回冬季オリンピック長野大会の開会式が長野のオリンピックスタジアムで行われ、幕内力士と横綱曙が土俵入りを行い、力士たちは参加した72の国と地域の入場行進を先導した。
- 3月、10日に元小結剣晃死去、30歳。
- 4月、年寄名跡に関する規約を改正。年寄襲名資格は幕内20場所、または関取30場所以上。名跡の貸借を禁止。大関は3年間、現役名で年寄。三役以下は2年間は現役名で準年寄、ただし定員は10名以内とした。
- 5月、5月場所後、若乃花が横綱昇進。史上初の兄弟同時横綱が誕生した。
- 6月、2日にカナダ公演のため、時津風理事長を団長とする101名が出発。6、7日に公演を行い、10日に帰国した。年寄名跡の所有者を初めて公表。
- 7月、元小結三杉里と元前頭2枚目小城乃花が引退し、準年寄が承認された。
- 9月、9月場所から待ったの制裁金を廃止。元小結巴富士引退。
- 10月、元前頭筆頭久島海引退、準年寄久島海承認。

### 本場所

#### 一月場所（初場所）
両国国技館（東京都）を会場に、初日の1月11日（日）から千秋楽の1月25日（日）までの15日間開催された。
| タイトル     | タイトル     | 人物（所属部屋 出身地） - 成績                                                          |
| ------------ | ------------ | --------------------------------------------------------------------------------------- |
| 幕内最高優勝 | 幕内最高優勝 | 武蔵丸光洋（武蔵川部屋 アメリカ合衆国ハワイ州オアフ島出身） - 12勝3敗（7場所ぶり3回目） |
| 三賞         | 殊勲賞       | 栃東大裕（玉ノ井部屋 東京都足立区出身） - 11勝4敗（初受賞）                             |
| 三賞         | 敢闘賞       | 武双山正士（武蔵川部屋 茨城県水戸市出身） - 10勝5敗（2場所連続4回目）                   |
| 三賞         | 技能賞       | 琴錦功宗（佐渡ヶ嶽部屋 群馬県群馬郡箕郷町出身） - 10勝5敗（8場所ぶり7回目）             |
| 十両優勝     | 十両優勝     | 金開山龍（出羽海部屋 長崎県大村市出身） - 12勝3敗                                       |

#### 三月場所（春場所、大阪場所）
大阪府立体育会館（大阪市）を会場に、初日の3月8日（日）から千秋楽の3月22日（日）までの15日間開催された。
| タイトル     | タイトル     | 人物（所属部屋 出身地） - 成績 |
| ------------ | ------------ | --- |
| 幕内最高優勝 | 幕内最高優勝 | 若乃花勝（二子山部屋 東京都中野区出身） - 14勝1敗（7場所ぶり4回目）                                                                     |
| 三賞         | 殊勲賞       | 魁皇博之（友綱部屋 福岡県直方市出身） - 8勝7敗（6場所ぶり8回目）                                                                        |
| 三賞         | 敢闘賞       | 土佐ノ海敏生（伊勢ノ海部屋 高知県安芸市出身） - 10勝5敗（5場所ぶり3回目） 蒼樹山秀樹（時津風部屋 滋賀県彦根市出身） - 11勝4敗（初受賞） |
| 三賞         | 技能賞       | 千代大海龍二（九重部屋 大分県大分市出身） - 8勝7敗（初受賞）                                                                            |
| 十両優勝     | 十両優勝     | 久島海啓太（出羽海部屋 和歌山県新宮市出身） - 12勝3敗 ※優勝決定戦勝利                                                                   |

#### 五月場所（夏場所）
両国国技館（東京都）を会場に、初日の5月10日（日）から千秋楽の5月24日（日）までの15日間開催された。
| タイトル     | タイトル     | 人物（所属部屋 出身地） - 成績 |
| ------------ | ------------ | --- |
| 幕内最高優勝 | 幕内最高優勝 | 若乃花勝（二子山部屋 東京都中野区出身） - 12勝3敗（2場所連続5回目）                                                                       |
| 三賞         | 殊勲賞       | 琴錦功宗（佐渡ヶ嶽部屋 群馬県群馬郡箕郷町出身） - 11勝4敗（17場所ぶり6回目） 小城錦康年（出羽海部屋 千葉県市川市出身） - 8勝7敗（初受賞） |
| 三賞         | 敢闘賞       | 出島武春（武蔵川部屋 石川県金沢市出身） - 10勝5敗（7場所ぶり2回目） 若の里忍（鳴戸部屋 青森県弘前市出身） - 10勝5敗（初受賞）             |
| 三賞         | 技能賞       | 安芸乃島勝巳（二子山部屋 広島県豊田郡安芸津町出身） - 10勝5敗（48場所ぶり2回目）                                                          |
| 十両優勝     | 十両優勝     | 大碇剛（伊勢ノ海部屋 京都府京都市西京区出身） - 10勝5敗 ※優勝決定戦勝利                                                                   |

#### 七月場所（名古屋場所）
愛知県体育館（名古屋市）を会場に、初日の7月5日（日）から千秋楽の7月19日（日）までの15日間開催された。
| タイトル     | タイトル     | 人物（所属部屋 出身地） - 成績                                             |
| ------------ | ------------ | -------------------------------------------------------------------------- |
| 幕内最高優勝 | 幕内最高優勝 | 貴乃花光司（二子山部屋 東京都中野区出身） - 14勝1敗（5場所ぶり19回目）     |
| 三賞         | 殊勲賞       | 出島武春（武蔵川部屋 石川県金沢市出身） - 10勝5敗（5場所ぶり2回目）        |
| 三賞         | 敢闘賞       | 琴の若實哉（佐渡ヶ嶽部屋 山形県尾花沢市出身） - 11勝4敗（14場所ぶり3回目） |
| 三賞         | 技能賞       | 千代大海龍二（九重部屋 大分県大分市出身） - 11勝4敗（2場所ぶり2回目）      |
| 十両優勝     | 十両優勝     | 安芸ノ州法光（井筒部屋 広島県広島市中区出身） - 12勝3敗                    |

#### 九月場所（秋場所）
両国国技館（東京都）を会場に、初日の9月13日（日）から千秋楽の9月27日（日）までの15日間開催された。
| タイトル     | タイトル     | 人物（所属部屋 出身地） - 成績                                            |
| ------------ | ------------ | ------------------------------------------------------------------------- |
| 幕内最高優勝 | 幕内最高優勝 | 貴乃花光司（二子山部屋 東京都中野区出身） - 13勝2敗（2場所連続20回目）    |
| 三賞         | 殊勲賞       | 琴乃若將勝（佐渡ヶ嶽部屋 山形県尾花沢市出身） - 9勝6敗（13場所ぶり2回目） |
| 三賞         | 敢闘賞       | 該当者なし                                                                |
| 三賞         | 技能賞       | 千代大海龍二（九重部屋 大分県大分市出身） - 9勝6敗（2場所連続3回目）      |
| 十両優勝     | 十両優勝     | 千代天山大八郎（九重部屋 大阪府大阪市東住吉区出身） - 12勝3敗             |

#### 十一月場所（九州場所）
福岡国際センター（福岡市）を会場に、初日の11月8日（日）から千秋楽の11月22日（日）までの15日間開催された。
| タイトル     | タイトル     | 人物（所属部屋 出身地） - 成績 |
| ------------ | ------------ | --- |
| 幕内最高優勝 | 幕内最高優勝 | 琴錦功宗（佐渡ヶ嶽部屋 群馬県群馬郡箕郷町出身） - 14勝1敗（43場所ぶり2回目）                                                                    |
| 三賞         | 殊勲賞       | 琴錦功宗（佐渡ヶ嶽部屋 群馬県群馬郡箕郷町出身） - 14勝1敗（3場所ぶり7回目）                                                                     |
| 三賞         | 敢闘賞       | 土佐ノ海敏生（伊勢ノ海部屋 高知県安芸市出身） - 12勝3敗（4場所ぶり4回目）                                                                       |
| 三賞         | 技能賞       | 栃東大裕（玉ノ井部屋 東京都足立区出身） - 10勝5敗（7場所ぶり3回目） 琴錦功宗（佐渡ヶ嶽部屋 群馬県群馬郡箕郷町出身） - 14勝1敗（5場所ぶり8回目） |
| 十両優勝     | 十両優勝     | 雅山哲士（武蔵川部屋 茨城県水戸市出身） - 12勝3敗                                                                                               |

### 受賞
- 年間最優秀力士賞（年間最多勝）：若乃花勝（67勝23敗）

### 新弟子検査合格者
| 場所     | 主な合格者 | 四股名       | 最高位     | 最終場所              | 備考             |
| -------- | ---------- | ------------ | ---------- | --------------------- | ---------------- |
| 1月場所  |            |              |            |                       |                  |
| 3月場所  | 齊藤直飛人 | 追風海直飛人 | 関脇       | 2006年1月場所         | 幕下最下位格付出 |
| 3月場所  | 岡部新     | 玉乃島新     | 関脇       | 2012年1月場所         | 幕下最下位格付出 |
| 3月場所  | 讃岐明義   | 北太樹明義   | 前頭2枚目  | 2017年11月場所        |                  |
| 3月場所  | 髙橋大輔   | 玉飛鳥大輔   | 前頭9枚目  | 2016年9月場所         |                  |
| 3月場所  | 西野豪     | 大翔大豪志   | 十両筆頭   | 2011年5月技量審査場所 |                  |
| 3月場所  | 田中康弘   | 魁道康弘     | 十両4枚目  | 2006年9月場所         | 幕下最下位格付出 |
| 3月場所  | 岡部光国   | 玉ノ国光国   | 十両7枚目  | 2008年1月場所         | 幕下最下位格付出 |
| 3月場所  | 古市貞秀   | 古市貞秀     | 十両12枚目 | 2010年7月場所（解雇） |                  |
| 5月場所  |            |              |            |                       |                  |
| 7月場所  | 竹内雅人   | 雅山哲士     | 大関       | 2013年3月場所         | 幕下最下位格付出 |
| 9月場所  |            |              |            |                       |                  |
| 11月場所 | 金成澤     | 春日王克昌   | 前頭3枚目  | 2011年1月場所         |                  |

### 引退
| 場所     | 主な引退力士 | 最高位     | 初土俵                            | 備考                   |
| -------- | ------------ | ---------- | --------------------------------- | ---------------------- |
| 1月場所  | 旭里憲治     | 前頭14枚目 | 1981年3月場所                     | 年寄「熊ヶ谷」襲名     |
| 1月場所  | 大喜進       | 十両10枚目 | 1991年11月場所                    |                        |
| 3月場所  | 盛風力秀彦   | 十両12枚目 | 1982年3月場所                     |                        |
| 5月場所  |              |            |                                   |                        |
| 7月場所  | 三杉里公似   | 小結       | 1979年1月場所                     | 準年寄就任             |
| 7月場所  | 小城乃花昭和 | 前頭2枚目  | 1983年7月場所                     | 準年寄就任             |
| 7月場所  | 武哲山剛志   | 十両11枚目 | 1993年1月場所（幕下最下位格付出） |                        |
| 9月場所  | 巴富士俊英   | 小結       | 1986年5月場所                     | 引退時の四股名は巴冨士 |
| 9月場所  | 大和剛       | 前頭12枚目 | 1990年11月場所                    |                        |
| 9月場所  | 清の富士猛   | 十両11枚目 | 1981年3月場所                     |                        |
| 11月場所 | 久島海啓太   | 前頭筆頭   | 1988年1月場所（幕下最下位格付出） | 準年寄就任             |

#### 引退相撲興行
- 2月1日 - 琴ヶ梅引退錣山襲名披露大相撲（両国国技館）
- 5月30日 - 小錦引退佐ノ山襲名披露大相撲（両国国技館）
- 5月31日 - 若翔洋引退音羽山襲名披露大相撲（両国国技館）
- 10月4日 - 旭里引退熊ヶ谷襲名披露大相撲（両国国技館）

## 誕生
- 4月7日 - 豪ノ山登輝（現役力士、所属：境川部屋→武隈部屋）[11]
- 4月8日 - 湘南乃海桃太郎（現役力士、所属：高田川部屋）
- 6月13日 - 勇磨猛（現役力士、所属：阿武松部屋）
- 6月23日 - 竜虎川上（最高位：十両12枚目、所属：尾上部屋）[12]
- 9月24日 - 朝紅龍琢馬（現役力士、所属：高砂部屋）

## 死去
- 1月25日 - 劍龍猛虎（最高位：十両筆頭、所属：時津風部屋、* 1932年【昭和7年】）
- 3月10日 - 剣晃敏志（最高位：小結（現役没）、所属：高田川部屋、* 1967年【昭和42年】）[13]
- 6月12日 - 沢風富治（最高位：十両2枚目、所属：花籠部屋、* 1936年【昭和11年】）
- 7月1日 - 豊登道春（最高位：前頭15枚目、所属：立浪部屋、* 1931年【昭和6年】）[14]
- 9月26日 - 豊錦喜一郎（最高位：前頭18枚目格、所属：出羽海部屋、* 1920年【大正9年】）[15]
- 11月4日 - 前田川克郎（最高位：関脇、所属：高砂部屋、* 1939年【昭和14年】）[16]